# Upper Marlboro
Upper Marlboro és una població dels Estats Units a l'estat de Maryland. Segons el cens del 2000 tenia 648 habitants.

## Demografia
Segons el cens del 2000, Upper Marlboro tenia 648 habitants, 292 habitatges, i 165 famílies. La densitat de població era de 610,2 habitants per km².
Dels 292 habitatges en un 31,8% hi vivien nens de menys de 18 anys, en un 29,5% hi vivien parelles casades, en un 22,9% dones solteres, i en un 43,2% no eren unitats familiars. En el 34,2% dels habitatges hi vivien persones soles el 8,6% de les quals corresponia a persones de 65 anys o més que vivien soles. El nombre mitjà de persones vivint en cada habitatge era de 2,21 i el nombre mitjà de persones que vivien en cada família era de 2,86.
Per edats la població es repartia de la següent manera: un 23,9% tenia menys de 18 anys, un 6,9% entre 18 i 24, un 36,3% entre 25 i 44, un 23,1% de 45 a 60 i un 9,7% 65 anys o més.
L'edat mediana era de 37 anys. Per cada 100 dones de 18 o més anys hi havia 75,4 homes.
La renda mediana per habitatge era de 52.813$ i la renda mediana per família de 58.542$. Els homes tenien una renda mediana de 42.639$ mentre que les dones 39.000$. La renda per capita de la població era de 28.892$. Entorn de l'1,3% de les famílies i l'1,4% de la població estaven per davall del llindar de pobresa.

## Poblacions més properes
El següent diagrama mostra les poblacions més properes.